# Скарборо (Крайстчерч)
Скарборо (англ. Scarborough) — пригород Крайстчерча на Южном острове Новой Зеландии. Он расположен у основания полуострова Банкс, на холмистых вулканических склонах, чуть выше Самнера.
Скарборо находится между Самнером и Тейлорс-Мистейк. Пригород был назван в честь морского курорта в английском графстве Северный Йоркшир. Первым европейцем — владельцем большей части земель на этой территории был мэр Альфред Хорнбрук (англ. Alfred Hornbrook), чьи владения на горе Плезант простирались до Годли-Хед (англ. Godley Head). Небольшой участок земли, площадью 10 гектар, расположенный около современного парка Николсон (англ. Nicholson Park), принадлежал Чарльзу Черчу Хэслвуду (англ. Charles Church Haslewood). Он погиб в 1858 году, когда его охотничье ружьё выстрелило, когда он смотрел в ствол.
Земля была выкуплена Р. М. Мортоном (англ. R. M. Morton). После его смерти, в июле 1911 года, его сыновья размежевали Скарборо на 65 участков. Первым в этом пригороде построил себе жильё Дональд Паттерсон (англ. Donald Patterson), видный инженер-строитель. Паттерсон выкупил всю землю в зоне, ограниченной треугольником дорог Скарборо-Роуд (англ. Scarborough Road) и Флауерс-Трек (англ. Flowers Track) и разбил её на 41 участок, удвоив количество участков по сравнению с оригинальным планом братьев Мортон.
Посетителям парка Николсон в Скарборо открываются захватывающие виды. С обзорных площадок этого парка площадью 4 гектара можно разглядеть Самнер и прибрежную полосу Кентербери. Отсюда начинается Флауерс-Трек, ведущая по живописному пешему маршруту вдоль крутых скал, образовавшихся в древности между Самнером и Тейлорс-Мистейк. Маршрут проходил по утёсам Уайтуош-Хед (англ. Whitewash Head) и Самнер-Хед (англ. Sumner Head); они были впервые упомянуты Томасом Поттсом в его книге Out in the Open в 1882 году. Считается, что утёс Уайтуош-Хед (рус. Выбеленная вершина) получил своё имя из-за белого помёта пятнистых бакланов, гнездящихся на его склонах. Пешеходный маршрут был разрушен в результате двух землетрясений, случившихся в Кентербери 13 июня 2011 года. Эпицентр одного из них находился в Тейлорс-Мистейк, а второго — в Самнере. В результате многие утёсы обрушились в море.
Некоторые участки земли около скал были признаны небезопасными, вошли в так называемую «Красную зону» и были выкуплены полномочными органами по восстановлению после землетрясений в Кентербери. Жилая недвижимость была снесена, а грунт был настолько нестабилен, что для исследования и выбора наилучшего способа сноса применялись беспилотники.